# Albert Schmitt (Geistlicher)

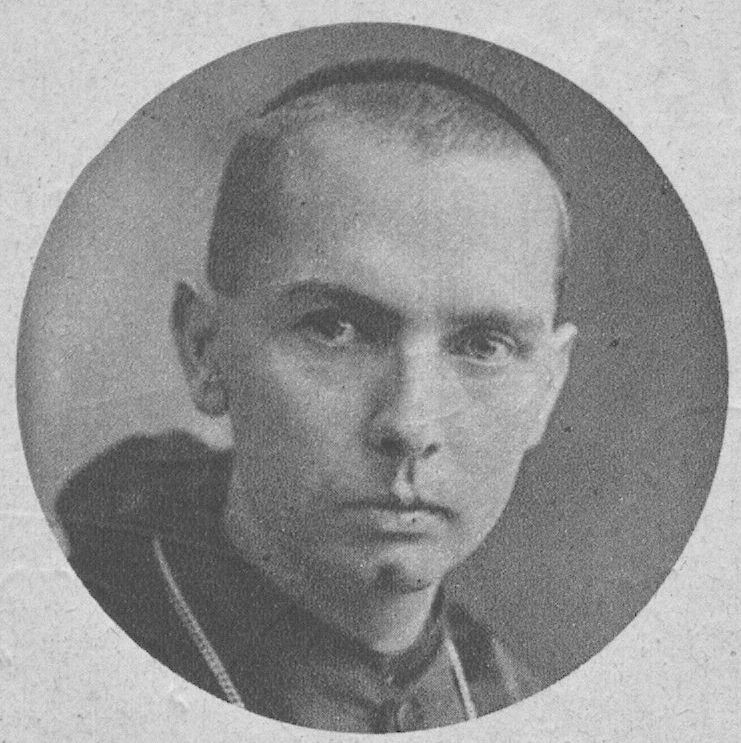
Abt Albert Schmitt OSB (um 1924)

Albert Schmitt OSB (* 5. Januar 1894 in Mannheim als Friedrich Schmitt; † 16. September 1970 in Neckarsulm) war ab 1924 erster Abt des neubesiedelten Benediktinerklosters Grüssau in Niederschlesien bzw. nach der Vertreibung ab 1947 der Abtei Grüssau in Bad Wimpfen. 

## Leben
Friedrich Schmitt trat 1912 in die Erzabtei Beuron ein, wo er von Erzabt Ildefons Schober den Ordensnamen des hl. Albertus Magnus erhielt. Am 21. Mai 1914 legte er die Profess ab. Nach Aufenthalten in den Beuroner Niederlassungen Erdington/Birmingham und Weingarten empfing er am 12. Juni 1920 durch den Münsteraner Bischof Johannes Poggenburg die Priesterweihe.
Nach der Wiederbesiedlung der ehemaligen Zisterzienserabtei Grüssau in Niederschlesien mit den aus dem Prager Emausklosters 1919 ausgewiesenen Beuroner Benediktinern wurde Albert Schmitt vom Grüssauer Konvent am 30. Juli 1924 zum ersten Abt nach der Neubesiedelung gewählt. Die Abtsweihe erfolgte durch den Breslauer Erzbischof Adolf Bertram am 10. August 1924. Zu Beginn der Zeit des Nationalsozialismus hatte Schmitt gute Kontakte zu den Kreisen um Vizekanzler Franz von Papen, die eine Verbindung von Christentum und Nationalsozialismus anstrebten. Seine Nähe zum Nationalsozialismus brachte Schmitt nicht nur in die Kritik aus den Reihen des Klosters, sondern auch in die des Breslauer Erzbischofs Adolf Bertram, als dessen Nachfolger Schmitt zeitweise im Gespräch war.
Wegen des bevorstehenden Kriegsendes hatte Albert Schmitt Grüssau zusammen mit den älteren bzw. kranken Mönchen bereits am 27. Februar 1945 verlassen. Die übrigen Mönche wurden zusammen mit dem größten Teil der Bevölkerung von Grüssau, das nach dem Übergang an Polen in Krzeszów umbenannt worden war, am 12. Mai 1946 vertrieben. Zurück bleiben durften nur die Mönche nicht deutscher Nationalität, unter ihnen Nikolaus von Lutterotti, der von Albert Schmitt bereits 1943 als Prior eingesetzt worden war und bis 1954 die Seelsorge für die nicht vertriebenen Deutschen übernommen hatte.
1947 gründete Albert Schmitt für die vertriebenen Mönche des Klosters Grüssau die Abtei Grüssau in Bad Wimpfen im Bistum Mainz. Zu Beginn des 37. Eucharistischen Weltkongresses 1960 in München ereilte ihn ein Herzinfarkt, von dem er sich nicht vollständig erholte. Erst am 21. März 1969 resignierte er vom Amt. Er verstarb 1970 und ist auf dem Friedhof bei der Wimpfener Cornelienkirche begraben.
Schmitt war seit 1956 Ehrenmitglied der katholischen Studentenverbindung KDStV Winfridia (Breslau) Münster.